# Brian Donlevy
Brian Donlevy (Cleveland, 9 februari 1901 – Woodland Hills, 6 april 1972) was een Amerikaans acteur die met hoofdzakelijk bijrollen in ruim negentig films actief was in de jaren dertig, veertig en vijftig.

## Leven en werk

### Beginjaren

#### Stomme film
Vanaf de vroege jaren twintig speelde Donlevy bijrolletjes in stomme films. Zijn eerste rol van enige omvang  kreeg Donlevy in het drama School for Wives (1925).

#### Toneel
Nog in 1925 speelde hij een kleine rol op Broadway in het toneelstuk What Price Glory?. Het toneelstuk liep twee jaar en was een groot succes zodat (ook) zijn naam bekend werd. Vervolgens maakte hij onder meer deel uit van de cast van de langlopende musical (1927-1928) Hit the Deck. Een laatste persoonlijk succes behaalde hij in 1934 in het stuk Life Begins at 8:40. 

### Doorbraak
Barbary Coast, een tijdens de goldrush gesitueerde western van Howard Hawks, betekende in 1935 Donlevy's opstapje naar de roem. Hij vertolkte er in een bijrol de handlanger van de machtige eigenaar van een goktent. Deze film bevatte kenmerken van de western, de misdaadfilm en het drama, filmgenres waarin Donlevy zich zou bekwamen.

### B-films
Tussen 1935 en 1938 verscheen Donlevy als de mannelijke hoofdrolspeler in een tiental B-films waarvan de actiefilm Human Cargo en de tragikomedie High Tension, beiden van Allan Dwan, vermeldenswaardig zijn.                                   

### Belangrijke films
De misdaadfilm This Is My Affair (1937) en de dramatische rampenfilm In Old Chicago (1937) waren echter twee A-films. Hij acteerde naast respectievelijk Robert Taylor en Tyrone Power als respectievelijk een van de leiders ven een bende bankovervallers en een listige plaatselijke zakenman.

#### 1939
In 1939 verscheen hij, opnieuw in de bijrol van snoodaard, in vier westerns: in Allegheny Uprising waas hij een handelaar die de indianen van geweren voorziet, in Jesse James was hij een malafide vertegenwoordiger van een spoorwegmaatschappij, in Union Pacific de handlanger van een financiële opportunist en in Destry Rides Again een salooneigenaar zonder scrupules.
Nog in 1939 gaf hij in de avonturenfilm Beau Geste gestalte aan een sadistische sergeant van het Frans Vreemdelingenlegioen. Voor deze bescheiden rol werd hij genomineerd voor de Oscar voor beste mannelijke bijrol.

#### Preston Sturges
In 1940 nam Donlevy de titelrol van de politieke satire The Great McGinty, het debuut van Preston Sturges, voor zijn rekening. In deze karakterstudie gaf hij gestalte aan een man die wel stoer is maar geen foute vent is. Hij hernam de rol in The Miracle of Morgan's Creek (1944), een erg komische screwball comedy van dezelfde cineast. 

#### Westerns
Het kwartet westerns van 1939 kende heel veel opvolgers. Het meest vermeldenswaardig zijn: When the Daltons Rode (1940) waarin hij een van de broers van de Daltonbende was, The Great Man's Lady (William A. Wellman, 1942), Canyon Passage (Jacques Tourneur, 1946) en Cowboy van westernspecialist (Delmer Daves, 1958). 

#### Misdaadfilms
Er volgden ook nog heel wat misdaadfilms/films noirs. Het meest vermeldenswaardig zijn:
- The Glass Key (1942) waarin Donlevy een ten onrechte van moord verdachte politicus was,
- Hangmen Also Die! (Fritz Lang, 1943) waarin hij de Tsjechoslowaakse patriot en verzetsstrijder gestalte gaf die een geslaagde aanslag pleegde op de wrede nazileider Reinhard Heydrich,
- Kiss of Death (1947) waarin hij een assistent-officier van justitie vertolkte,
- Impact (1949) waarin hij een rijke, geslaagde zakenman is wiens vrouw haar minnaar de opdracht geeft hem te vermoorden,
- The Big Combo (1955) waarin hij de rechterhand was van een sadistische gangster.

#### Oorlogsfilms
Donlevy werd als hoge officier gecast in een aantal Tweede Wereldoorlogsfilms. In het heel succesrijke Wake Island (1942) was hij majoor, in Stand by for Action (1942) luitenant-commandant, in Command Decision (1948) generaal, in Never So Few (1959) generaal en in The Pigeon That Took Rome (1962) kolonel, en dit in het gezelschap van tal van andere bekende acteurs-hoge militairen (onder meer Robert Taylor, Clark Gable, Walter Pidgeon, Frank Sinatra en Charlton Heston).

### Latere carrière: jaren vijftig en zestig: genrefilms (meestal B-films)
Voorbeelden hiervan zijn:
- de sciencefiction horrorfilms The Quatermass Xperiment (1955) en het vervolg Quatermass 2 (1957) waarin hij de titelrol van professor Quatermass voor zijn rekening nam,
- de monsterfilms Curse of the Fly (1965) en Gammera: the Invincible (1966),
- lowbudgetfilms, bijvoorbeeld beach party films - een typisch Amerikaans fenomeen - zoals How to Stuff a Wild Bikini (1965) en The Fat Spy (1966), en goedkoop gedraaide westerns (Kansas Raiders (1950), Woman They Almost Lynched (1953), ...
- de mysteryfilm Rogue's Gallery (1968).

Na de racefilm Pit Stop (1969) trok Donlevy zich terug uit de filmwereld om kortverhalen en gedichten te schrijven.

### Privéleven
Donlevy trouwde in 1936 met zangeres Marjorie Lane (1912-2012). Ze kregen een dochter Judy. Hun huwelijk strandde in 1947. In 1966 trouwde Donlevy voor de tweede keer, met Lillian Arch (1911-1981), de ex-vrouw van acteur Bela Lugosi die ooit zijn assistente was bij zijn radio- en televisieseries Dangerous Assignment (1949-1953).
Donlevy overleed in 1972 op 71-jarige leeftijd aan keelkanker.

## Filmografie (selectie)
- 1925 - School for Wives (Victor Halperin)
- 1926 - A Man of Quality (Wesley Ruggles)
- 1929 - Mother's Boy (Bradley Barker)
- 1935 - Barbary Coast (Howard Hawks)
- 1935 - Another Face (Christy Cabanne)
- 1936 - Strike Me Pink (Norman Taurog)
- 1936 - Human Cargo (Allan Dwan)
- 1936 - High Tension (Allan Dwan)
- 1936 - 36 Hours to Kill (Eugene Forde)
- 1936 - Crack-Up (Malcolm St. Clair)
- 1937 - Midnight Taxi (Eugene Forde)
- 1937 - This Is My Affair (William A. Seiter)
- 1937 - Born Reckless (Malcolm St. Clair)
- 1938 - In Old Chicago (Henry King)
- 1938 - Battle of Broadway (George Marshall)
- 1939 - Jesse James (Henry King)
- 1939 - Union Pacific (Cecil B. DeMille)
- 1939 - Beau Geste (William A. Wellman)
- 1939 - Behind Prison Gates (Charles Barton)
- 1939 - Destry Rides Again (George Marshall)
- 1939 - Allegheny Uprising (William A. Seiter)
- 1940 - The Great McGinty (Preston Sturges)
- 1940 - When the Daltons Rode (George Marshall)
- 1940 - Brigham Young (Henry Hathaway)
- 1941 - Billy the Kid (David Miller)
- 1941 - Birth of the Blues (Victor Schertzinger)
- 1942 - The Remarkable Andrew (Stuart Heisler)
- 1942 - Two Yanks in Trinidad (Gregory Ratoff)
- 1942 - A Gentleman After Dark (Edwin L. Marin)
- 1942 - The Great Man's Lady (William A. Wellman)
- 1942 - Wake Island (John Farrow)
- 1942 - The Glass Key (Stuart Heisler)
- 1942 - Nightmare (Tim Whelan)
- 1942 - Stand by for Action (Robert Z. Leonard)
- 1943 - Hangmen Also Die! (Fritz Lang)
- 1944 - The Miracle of Morgan's Creek (Preston Sturges)
- 1944 - An American Romance (King Vidor)
- 1946 - The Virginian  (Stuart Gilmore)
- 1946 - Canyon Passage (Jacques Tourneur)
- 1946 - Two Years Before the Mast (John Farrow)
- 1947 - The Beginning or the End (Norman Taurog)
- 1947 - Kiss of Death (Henry Hathaway)
- 1947 - Killer McCoy (Roy Rowland)
- 1948 - Command Decision (Sam Wood)
- 1949 - The Lucky Stiff (Lewis R. Foster)
- 1949 - Impact (Arthur Lubin)
- 1950 - Shakedown (Joseph Pevney)
- 1950 - Kansas Raiders (Ray Enright)
- 1951 - Fighting Coast Guard (Joseph Kane)
- 1951 - Slaughter Trail (Irving Allen)
- 1952 - Hoodlum Empire (Joseph Kane)
- 1952 - Ride the Man Down (Joseph Kane)
- 1953 - Woman They Almost Lynched (Allan Dwan)
- 1955 - The Big Combo (Joseph H. Lewis)
- 1955 - The Quatermass Xperiment (Val Guest)
- 1956 - A Cry in the Night (Frank Tuttle)
- 1957 - Quatermass 2 (Val Guest)
- 1957 - Escape from Red Rock (Edward Bernds)
- 1958 - Cowboy (Delmer Daves)
- 1959 - Never So Few (John Sturges)
- 1961 - The Errand Boy (Jerry Lewis)
- 1962 - The Pigeon That Took Rome  (Melville Shavelson)
- 1965 - Curse of the Fly  (Don Sharp)
- 1965 - How to Stuff a Wild Bikini  (William Asher)
- 1966 - Waco (R. G. Springsteen)
- 1966 - Gammera the Invincible (Sandy Howard en Noriaki Yuasa)
- 1967 - Hostile Guns (R. G. Springsteen)
- 1968 - Arizona Bushwhackers (Lesley Selander)
- 1969 - Pit Stop (Jack Hill)

## Nominatie
- 1940 - Oscar voor beste mannelijke bijrol voor Beau Geste

## Publicatie
- Derek Sculthorpe: Brian Donlevy, the Good Bad Guy: A Bio-Filmography, McFarland & Company, 2016

- Biblioteca Nacional de España: XX1656950
- Bibliothèque nationale de France: cb138933638 (data)
- Gemeinsame Normdatei: 1016807317
- International Standard Name Identifier: 0000 0000 7729 7536
- Library of Congress Control Number: n78038757
- Nationale Bibliotheek van Tsjechië: xx0155973
- Nationale Bibliotheek van Israël: 987007350588105171
- Nederlandse Thesaurus van Auteursnamen: 267533233
- Istituto Centrale per il Catalogo Unico: RAVV088711
- SNAC: w6t4768c
- Système universitaire de documentation: 059177047
- Virtual International Authority File: 19865047
- WorldCat: E39PBJr83YMwrwp4qD9K7Dv8md